# アルクメーネ (小惑星)
アルクメーネ (82 Alkmene) は、小惑星帯に位置する小惑星の一つ。1864年11月27日にドイツの天文学者、ロベルト・ルター (Karl Theodor Robert Luther) により発見された。ギリシア神話に登場するヘラクレスの母アルクメネにちなみ命名された。
古在由秀はきわめて小規模な小惑星族を代表する小惑星としている。また、その光度曲線のデータから衛星が存在する可能性が指摘されている。